# Acid alendronic
Axit alendronic, được bán dưới tên thương hiệu Fosamax và các thương hiệu khác, là một loại thuốc bisphosphonate được sử dụng để điều trị loãng xương và bệnh xương của Paget. Nó được uống qua đường miệng. Sử dụng thường được khuyến nghị cùng với vitamin D, bổ sung calci và thay đổi lối sống.
Các tác dụng phụ thường gặp bao gồm táo bón, đau bụng, buồn nôn và trào ngược axit. Tác dụng phụ nghiêm trọng có thể bao gồm các vấn đề thực quản, thoái hóa xương hàm và gãy xương đùi. Sử dụng không được khuyến cáo trong khi mang thai hoặc ở những người có chức năng thận kém. Axit alendronic hoạt động bằng cách giảm hoạt động của các tế bào phân hủy xương.
Axit alendronic được mô tả lần đầu tiên vào năm 1978 và được chấp thuận cho sử dụng y tế tại Hoa Kỳ vào năm 1995. Nó có sẵn như là một loại thuốc gốc. Tại Vương quốc Anh, một tháng dùng thuốc trị giá NHS khoảng 0,41 pound vào năm 2019. Tại Hoa Kỳ, chi phí bán buôn là khoảng US $ 1,16 mỗi tháng. Năm 2016, đây là loại thuốc được kê đơn nhiều thứ 73 tại Hoa Kỳ, với hơn 10 triệu đơn thuốc.

## Sử dụng trong y tế

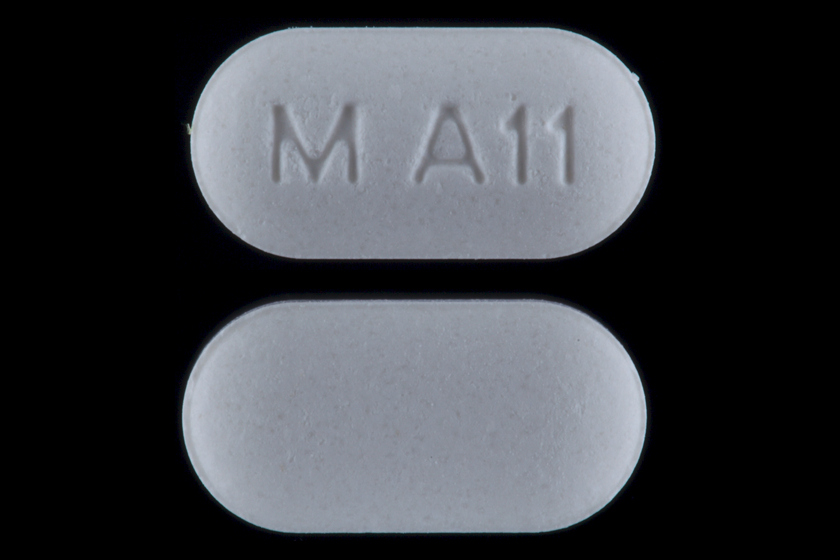
Axit alendronic 35 mg (dưới dạng viên uống natri alendronate 45,7mg)

- Phòng ngừa và điều trị loãng xương nữ giới [1]
- Điều trị loãng xương nam
- Phòng ngừa và điều trị loãng xương liên quan đến corticosteroid cùng với việc bổ sung calci và vitamin D [1]
- Bệnh xương của Paget [1]

## Dược lý

### Cơ chế hoạt động
Alendronat ức chế tế bào hủy xương qua trung gian xương tái hấp thu. Giống như tất cả các bisphosphonate, nó có liên quan về mặt hóa học với pyrophosphate vô cơ, chất điều hòa nội sinh của sự thay đổi xương. Nhưng trong khi pyrophosphate ức chế cả sự tái hấp thu xương và sự khoáng hóa của xương mới được hình thành bởi các nguyên bào xương, alendronate đặc biệt ức chế sự tái hấp thu xương mà không ảnh hưởng đến khoáng hóa ở liều dược lý. Sự ức chế tái hấp thu xương của nó phụ thuộc vào liều và mạnh hơn khoảng 1.000 lần so với tác dụng cân bằng của thuốc bisphosphonate đầu tiên, etidronate. Theo liệu pháp, mô xương bình thường phát triển và alendronate được lắng đọng trong ma trận xương ở dạng không hoạt động dược lý. Để hành động tối ưu, cần có đủ calci và vitamin D trong cơ thể để thúc đẩy sự phát triển xương bình thường. Do đó, hạ calci máu nên được điều chỉnh trước khi bắt đầu điều trị.